# Pueblo córnico
El pueblo de Cornualles o pueblo córnico  (en córnico: Kernowyon), son un grupo étnico asociado a Cornualles y una minoría nacional reconocida en el Reino Unido, que pueden trazar sus raíces hasta los antiguos Britanos que habitaban el centro y sur de Gran Bretaña antes de la conquista romana. Muchos en el condado hoy continúan afirmando una identidad distinta separada de o además de las identidades inglesas o británicas. La identidad córnica ha sido adoptada por inmigrantes, al igual que por emigrantes y comunidades descendientes de Cornualles, algunas referidas como diáspora córnica. A pesar de que no se ha incluido como una opción explícita en el censo de Reino Unido, la cifra de personas que reclaman identidad córnica étnica y nacional se encuentra oficialmente registrada.
Durante la antigüedad clásica, los antiguos britanos formaban una serie de tribus, culturas e identidades en Gran Bretaña; los Dumnonii y Cornovii era las tribus Celtas que habitaban en el territorio que se convertiría en Cornualles durante la Edad de Hierro, y la era romana y posromana. El nombre Cornualles y su gentilicio córnico deriva de la tribu celta de los Cornovii. La invasión y ocupación anglosajona de Gran Bretaña en los siglos V y VI desplazó la cultura y los pueblos celtos hacia los extremos septentrionales y occidentales de Gran Bretaña. Los córnicos, que compartían lengua con galeses y bretones, recibieron el nombre anglosajón de "Westwalas" significando galeses del oeste. Se cree que la batalla de Deorham entre britanos y anglosajones significó la ruptura de comunicaciones entre córnicos y galeses.
Los córnicos y su lengua propia experimentaron un proceso de anglificación y atricion durante la Edad Media y los comienzos del Periodo Moderno.  En torno al siglo XVIII, y después de la creación del Reino de Gran Bretaña, la lengua e identidad córnicas se habían apagado, siendo reemplazadas por la lengua inglesa e identidad británica. Un resurgimiento celta a comienzos del siglo XX activó una autoconsciencia cultural en Cornualles que revitalizó el uso de la lengua córnica y llevó a los córnicos a expresar a reivindicar su identidad distintivamente celta. 
En el censo de 2011 censo, la población de Cornualles, incluyendo las islas Sorlingas se estimó en 532,300 personas. El nacionalismo córnico ha pedido un mayor reconocimiento de la cultura de Cornualles, política y lengua.
Cornwall Folk Radio Emisora de radio dedicada las 24 horas a folclore y cultura de Cornualles y pueblo córnico, 24 horas en idioma córnico.
FESTIVAL FOLCLÓRICO DE CORNUALLES

## Clasificación

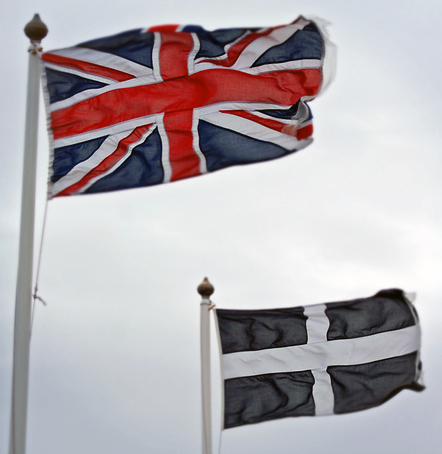
La Unión y banderas de Cornualles.

Ambos factores, geográficos e históricos, distinguen a los córnicos como un grupo étnico respaldado por varianza genética identificable entre las poblaciones de Cornualles, Inglaterra y la vecina Devon según estudios publicados en una investigación de la Universidad de Oxford en 2012. Durante la Edad Media y comienzos de la Edad Moderna, se concedía a los córnicos un estatus similar al de ingleses y galeses, y se les consideraba una nación distinta de sus vecinos, con su propio lenguaje y costumbres. Un proceso de Anglificación entre 1485 y 1700 llevó a los córnicos a adoptar la lengua, la cultura y la identidad inglesas. A pesar de que "decididamente moderno" y "en gran parte retrospectivo" en su política de identidad, asociaciones de Cornualles y Celtas han avanzado la noción de una distinta identidad nacional y étnica de Cornualles desde finales del siglo XX. En el censo de Reino Unido 2001, a pesar de que ninguna opción "córnica" explícita está disponible, aproximadamente 34 000 personas en Cornwall y 3500 personas en otros lugares del Reino Unido—un combinado total igual a casi 7 % de la población de Cornwall—se identificaron como étnicamente córnicos. Las cifras del censo muestran un cambio en identidad de oeste a este, en Penwith 9.2 % se identificaron como córnicos, en Kerrier 7.5 %, en Carrick 6.6 %, Restormel 6.3 %, Cornualles Norte 6 %, y Caradon 5.6 %. La ponderación del dato de censo de 2001 da una cifra de 154,791 personas con la etnicidad de Cornualles que viven en Cornwall.

## Historia

### Raíces ancestrales

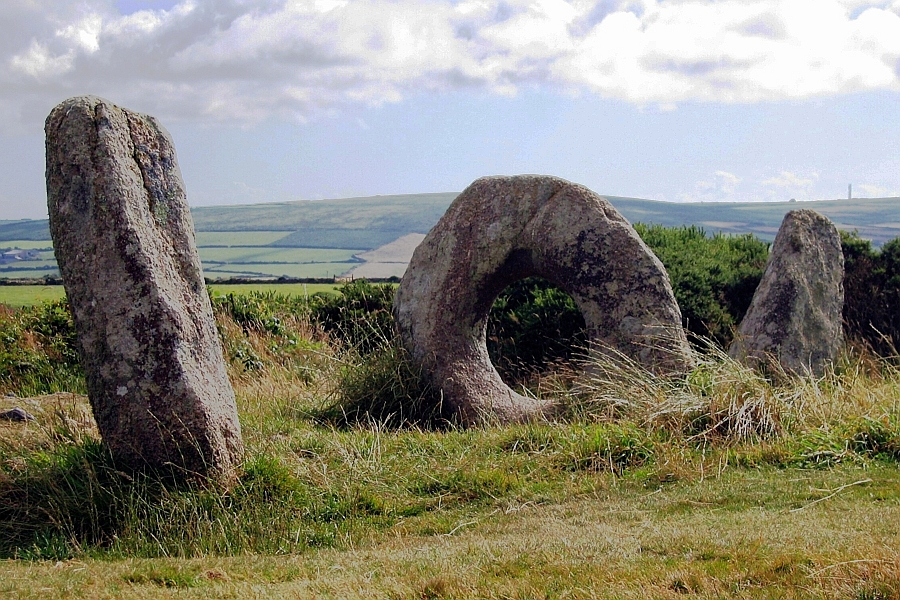
Mên-Un-Tol es un antiguo lith en Cornualles

Las relatos tradicionales de Cornualles muestran su ascendencia celta, diferenciándolos de los ingleses, muchos (pero no todos) de los cuales descienden de los anglosajones que colonizaron Gran Bretaña desde sus territorios ancestrales de Europa del norte y empujaron a los celtas a los extremos occidentales y septentrionales de Gran Bretaña. Aun así, algunos estudios sobre ADN investigando la historia genética de las islas británicas sugieren que tres cuartas partes de contemporáneos Y-cromosomas de las personas británicas —incluyendo Cornualles— provienen de cazadores-recolectores que se asentaron en la Europa Atlántica durante la era de Paleolítico, "después del fundido de las capas de hielo pero antes de que la tierra se separara del continente y se dividiera en islas". La evidencia arqueológica muestra habitación prehistórica humana en Cornualles, al menos en el Paleolítico inferior. A pesar de que había una separación entre las islas británicas y la Europa continental como consecuencia de la última edad de hielo, la evidencia genética indica que las personas de Gran Bretaña en términos generales comparte una ascendencia común con las personas vascas que vivían en el País Vasco cerca de los Pirineos. En esta base, el genetista Stephen Oppenheimer sugiere que sería difícil que los primeros colonizadores de Gran Bretaña hablaran alguna de las lenguas celtas, sino probablemente alguna antigua lengua relacionada con el idioma vasco. La siguiente gran inmigración histórica ocurrió durante el Neolítico, interpretada por Bryan Sykes —profesor de genética humana en la Universidad de Oxford— como la llegada de los celtas desde la península ibérica, y el origen de las tribus célticas de Gran Bretaña e Irlanda. Son estos inmigrantes a los que se considera progenitores de los córnicos. Un estudio del Wellcome Trust, dirigido por Walter Bodmer y publicado en abril de 2007, mostró que las personas de Cornualles tienen una variante particular del gen receptor Melanocortin 1, identificándoles como celtas más estrechamente relacionado con los galeses que con los ingleses. Dentro de las áreas del Reino Unido estudiadas, este gen apareció en 26 % de la población de Orcadas, 23 % de Devon, 21 % de Gales, 16 % de Cornualles, 13 % de Kent, y 11 % del nordeste de Inglaterra.

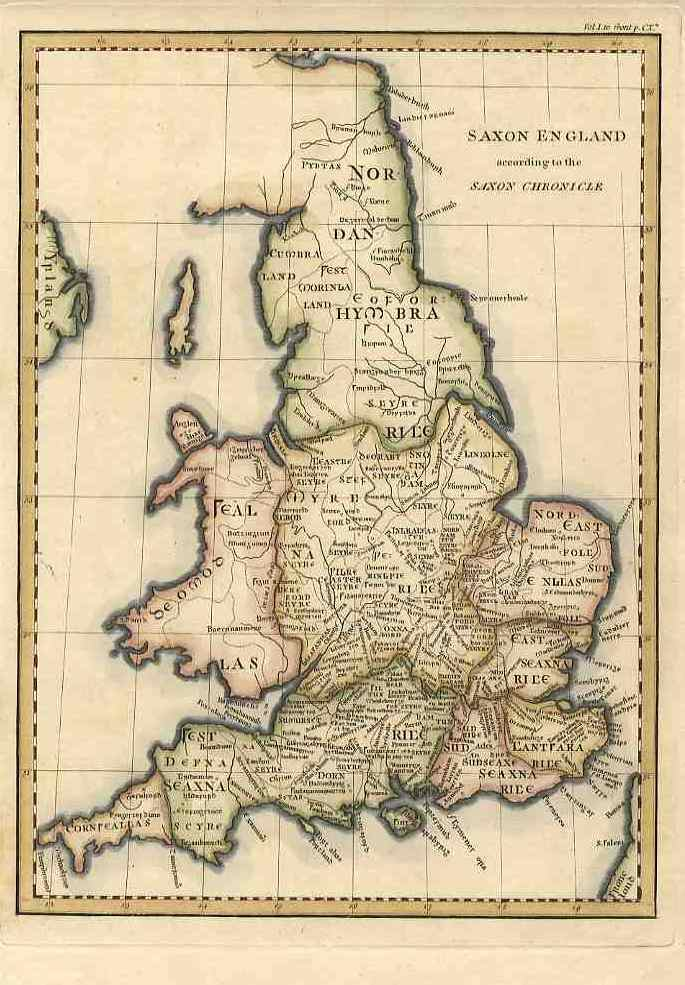
Mapa de de Gran Bretaña basado en la Crónica anglosajona, mostrando "Cornweallas"

Durante la antigüedad clásica los celtas hablaban lenguas celtas, y formaron una serie de tribus, culturas e identidades, notablemente los pictos y gaels en el norte y los britanos en el sur. Los britanos eran un grupo muy variado y dividido; a pesar de que compartían la lengua britana estaban organizados en varias tribus y divididos en sociedades regionales, dentro de las que había varios subgrupos.[cita requerida] Ejemplos de esta situación eran los brigantes en el norte, u ordovices, demetae, silures y deceangli en el oeste. En el extremo suroeste estaban los Dumnonii y Cornovii, que vivían en el Reino de Dumnonia. La conquista romana de Gran Bretaña en el siglo I introdujo romanos en Gran Bretaña. A pesar de que los romanos colonizaron gran parte del sur de Gran Bretaña, Dumnonia fue "virtualmente no afectado" por la conquista; el dominio romano tuvo apenas impacto en la región, lo que permitió su florecimiento como un reino semiindependiente. Este reino insignificante compartió fuertes lazos lingüísticos, políticos y culturales con Bretaña, una península en la Europa continental al sur de Cornualles habitada por britanos; los idiomas córnico y bretón eran casi indistinguibles en este periodo, y ambos Cornualles y Bretaña adoraban a los mismos santos celtas.
El Saco de Roma en el año 410 provocó el abandono romano de Gran Bretaña, y Cornualles comenzó a experimentar la influencia de los misioneros celtas irlandeses, que tuvieron un profundo efecto en la cultura, fe y arquitectura córnica. El declive del Imperio romano animó a la invasión anglosajona de Gran Bretaña. Los anglos, jutos, frisii y sajones, pueblos germánicos de Europa del norte, establecieron pequeños reinos y se asentaron en diferentes regiones de lo que se convertiría en Inglaterra y sur de Escocia, derrotando y expulsando a los britanos de sus territorios. Los sajones del Reino de Wessex en particular expanderon su territorio al oeste hacia Cornualles. Los córnicos eran frecuentemente atacados por los sajones, que usaban la palabra germánica walha (moderno inglés: galés) significando "extraño" o "extranjero", para describir a sus adversarios, más tarde especificándoles cuando el Westwalas (galeses) o Cornwalas (córnicos). El conflicto continuó hasta Athelstan de Inglaterra estableció el Tamar como frontera formal entre Wessex y Cornualles en el año 936, haciendo de Cornualles uno de los últimos refugios de los britanos e impulsando el desarrollo de la identidad córnica; la cultura britana quedó confinada a partes de Devon, Noroeste de Inglaterra, Suroeste de Escocia y Gales. La influencia política anglosajona extendió hacia el oeste hasta que algún momento a finales del siglo X "Cornualles se incorporó definitivamente al Reino de Inglaterra".

### Anglificación y rebelión

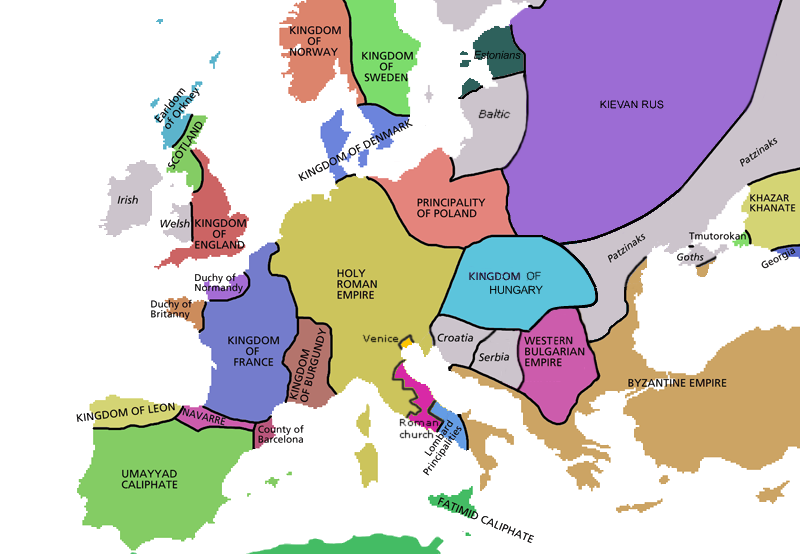
Naciones europeas en 998 CE

La conquista normanda de Inglaterra, que comenzó con la invasión de las tropas de Guillermo, duque de Normandía (más tarde, Guillermo I Inglaterra) en 1066, provocó la desaparición de la monarquía, aristocracia y jerarquía eclesiástica anglosajona y su sustitución por Normandos, vikingos escandinavos del norte de Francia y sus aliados bretones que, en muchos casos, gobernaron en los territorios britano parlantes de las tierras conquistadas. Los condados de Inglaterra fueron progresivamente repartidos entre los partidarios de Guillermo, que se convirtieron en la nueva nobleza de Inglaterra. Los ingleses acabarían por absorber a los normandos, pero los córnicos "resistieron vigorosamente" a su influencia. En la época de la conquista, Cornualles estaba gobernado por Cadoc, último miembro de la antigua monarquía de Cornualles. El Condado de Cornualles fue entregado en 1067 a Roberto de Mortain, medio hermano de Guillermo, y gobernado después por la aristocracia Anglonormanda; en el Domesday Book, "virtualmente todos" los propietarios de Cornualles "tenían nombres ingleses, haciendo imposible saber quién era córnico y quién era inglés de raza". Aun así,  había una persistente y "continua diferenciación" entre ingleses y córnicos durante la Edad Media, como evidencian documentos como el diploma de Truro en 1173, que menciona ambas gentes como distintas.
En 1337 el condado de Cornualles pasó a ser ducado, y el Príncipe Negro, primogénito y heredero de Eduardo III, se convirtió en el primer Duque de Cornualles. Gran parte de Cornualles pasó a manos de Eduardo, y los sucesivos duques se convirtieron en los mayores terratenientes de la zona; La monarquía de Inglaterra estableció dos instituciones administrativas especiales en Cornualles, la primera el Ducado de Cornualles y el segundo las Cortes y Parlamentos del Estaño de Cornualles. Estos dos instituciones permitieron a los "córnicos ordinarios creer que habían recibido un estatus constitucional único que reflejaba su identidad cultural única". Aun así, el Ducado de Cornwall gradualmente perdió su autonomía política en una Inglaterra cada vez más centralizada en Londres, y a comienzos del periodo Tudor los córnicos comenzaban a verse a sí mismos como "un pueblo conquistado, cuya cultura, libertades y prosperidad habían sido degradadas por los ingleses". Esta visión fue agravada por los impuestos establecidos por Enrique VII de Inglaterra para recaudar fondos para sus campañas militares contra Jacobo IV de Escocia y Perkin Warbeck, así como por la suspensión de los privilegios de las estañerías córnicas. Habiendo proporcionado "más que la parte justa de soldados y marineros" para el conflicto en el norte de Inglaterra, y sintiéndose agraviados por "el estatus de Cornualles como el condado más pobre de Inglaterra", estalló una revuelta popular —la Rebelión de Cornualles de 1497. La rebelión era inicialmente una marcha política desde St Keverne a Londres dirigida por Thomas Flamank y Michael Un Gof, motivada por una "mezcla de razones"; recaudar dinero para caridad; celebrar su comunidad; presentar sus quejas al Parlamento de Inglaterra, pero a lo largo de su transcurso a través del País del oeste acabó convirtiéndose en una revuelta contra el rey.

La lengua de Cornualles experimentó un cambio entre 1300 y 1750, con las personas de Cornualles gradualmente adoptando el inglés como su lengua común.

El córnico era la más lengua más hablada al oeste del Río Tamar hasta que a mediados del siglo XIV, cuando el inglés medio comenzó a ser adoptado como lengua común por los córnicos. Mientras que el Normando era utilizado por la aristocracia inglesa, el córnico era la lingua franca en el oeste Cornualles.  Aun así, en 1549 y siguiendo la reforma inglesa, Eduardo VI ordenó íntroducir el Libro de Oración Común, en la lengua inglesa, en todas las iglesias en su reino, significando los oficios en celta y latían tendrían que ser interrumpidos. Esto provocó un levantamiento popular (la Rebelión de Libro de la Oración) en Cornualles y partes de Devon contra el Acta de Uniformidad de 1549, que proscribía todos los lenguajes de los servicios eclesiásticos, aparte del inglés. Se produjeron levantamientos independientes y simultáneos en Bodmin, y Sampford Courtenay—que convergieron en Exeter, poniendo asedio a la ciudad protestante más grande de la región. La rebelión fue suprimida, gracias en gran parte a la ayuda de mercenarios extranjeros, concluyendo con el uso del córnico como lengua común en Cornualles.
La guerra civil inglesa, una serie de conflictos armados y maquinaciones políticas entre Parliamentaristas y Realistas, polarizó las poblaciones de Inglaterra y Gales. Cornualles constituyó un "foco importante de soporte para la causa realista". Los soldados córnicos fueron empleados como espías y exploradores durante la guerra, para su lengua no fue entendida por los parlamentaristas. A mediados del siglo XVII el uso del córnico había quedado confinado tan al oeste que creó preocupación entre anticuarios como William Scawen. A medida que el córnico dejaba de ser utilizado, los habitantes de la zona experimentaron un proceso de aculturación y asimilación, siendo absorbidos por la cultura inglesa.

## Distribución geográfica

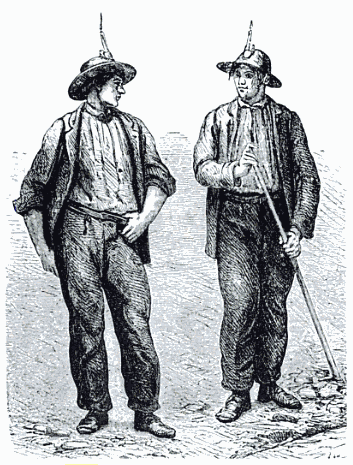
Mineros de Cornualles de mediados del. La desaparición de la minería de Cornualles provocó el éxodo de familias y mineros córnicos creando una diáspora córnica desplazada.

El pueblo córnico está concentrado en Cornualles, pero tras la Era de los Descubrimientos a comienzo del periodo moderno participaron en la colonización británica de las Américas y en otras migraciones transcontinentales y transatlánticas. Inicialmente, el número de emigrantes era comparativamente pequeño, y lo que dejaban Cornualles se solían establecer en América del Norte o en los puertos y plantaciones del Caribe.
En la primera mitad del siglo XIX, los córnicos eran líderes en fundición de hojalata y cobre, y la minería era la ocupación principal en Cornualles. La cada vez mayor competencia desde Australia, Malasia británica y Bolivia, junto con el agotamiento de los depósitos de mineral llevaron al declive económico y a la emigración masiva. En cada década entre 1861 y 1901, "alrededor del 20% de la población córnica masculina emigró al extranjero"—tres veces la media de Inglaterra y Gales— totalizando un cuarto de millón de personas entre 1841 y 1901. Emigraron ingenieros, granjeros, mercaderes, mineros y comerciantes, pero su experiencia en minería era muy valorada en las comunidades a las que se unieron. Dentro de Gran Bretaña, los córnicos se instalaron principalmente en el noroeste -particularmente en Teesside-, una zona minera en la que podían utilizar sus conocimientos. Esto ha provocado una concentración de nombres córnicos en la zona que persiste en el siglo XXI.
Gran número de emigrantes córnicos del siglo XIX regresaron a Cornualles, mientras que el índice de emigración de la zona decayó tras la Primera Guerra Mundial. Aun así, las conexiones globales de la diáspora córnica, el cual concentrada en países de habla inglesa como Australia, Canadá, Sudáfrica y los Estados Unidos, son "muy fuertes". Esto ha contribuido a la expansión internacional del Metodismo, un movimiento dentro de cristianismo protestante que era popular entre los córnicos. "Primo Jacks" es un apodo para el extranjero de Cornualles; se cree que deriva de la práctica de los córnicos de preguntar si las vacantes podrían cubrirse con su primo llamado Jack que estaba en Cornualles.

### Australia

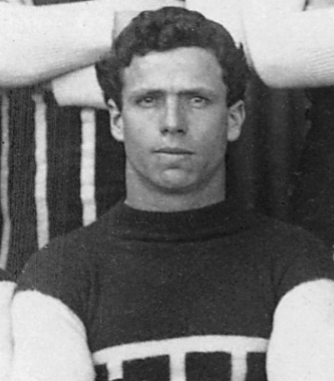
William "Harold" Oliver era hijo de inmigrantes de Cornualles australianos que vivió en la ciudad minera de Waukaringa. Harold Oliver fue tres veces campeón nacional con el Club de Fútbol de Adelaide de Puerto en 1910, 1913 y 1914.

Desde comienzos del periodo colonial de Austrialia hasta después de la Segunda Guerra Mundial, los habitantes del Reino Unido conformaron la mayoría de la inmigración australiana. Los córnicos concretamente fueron animados a emigrar a Australia tras el final de la minería en el siglo XIX. Se realizó una "enérgica campaña de reclutamient" para animar a los córnicos a colaborar en la explotación minera de Australia con su experiencia y pericia. Se facilitó el libre pasaje al Sur de Austrialia a cientos de familias córnicas hasta el punto de que una población ubicada en la península de Yorke pasó a ser conocida como la "pequeña Cornualles". Se ha estimado que, entre 1837 y 1840, el 15 % de la emigración al Sur de Australia era córnica.
El asentamiento córnico ha tenido un gran impacto en la historia de Australia Meridional. La identidad de Cornualles arraigó firmemente en la península de Yorke, pero también en las ciudades mineras de Kapunda y Burra. El Metodismo era la principal práctica religiosa de los córnicos, mantenida con convicción frente a los católicos irlandeses en Australia. Kernewek Lowender es el mayor festival córnico del mundo y se celebra en Kadina, Moonta y Wallaroo y atrae a miles de visitantes cada dos años.

### Canadá
Las operaciones pesqueras europeas en Terranova durante el siglo XVI constituyen la primera presencia córnica en lo que habría de convertirse en Canadá. Aun así, los asentamientos permanente al otro lado del Océano Atlántico no llegarían hasta el siglo XIX. La colonización británica de la América animó la migración de los córnicos a Canadá, particularmente por quienes habían servido en la Armada británica. La creación de Norteamérica británica aumentó el flujo migratorio desde Cornualles; muchos fueron registrados como ingleses. Muchos inmigrantes córnicos (y del País del Oeste) se asentaron en South Central Ontario, en los condados de Northumberland, Durham y Ontario, en ciudades desde Port Hope y Cobourg en el este, a Whitby en el extremo norte y oeste de los condados.

### México

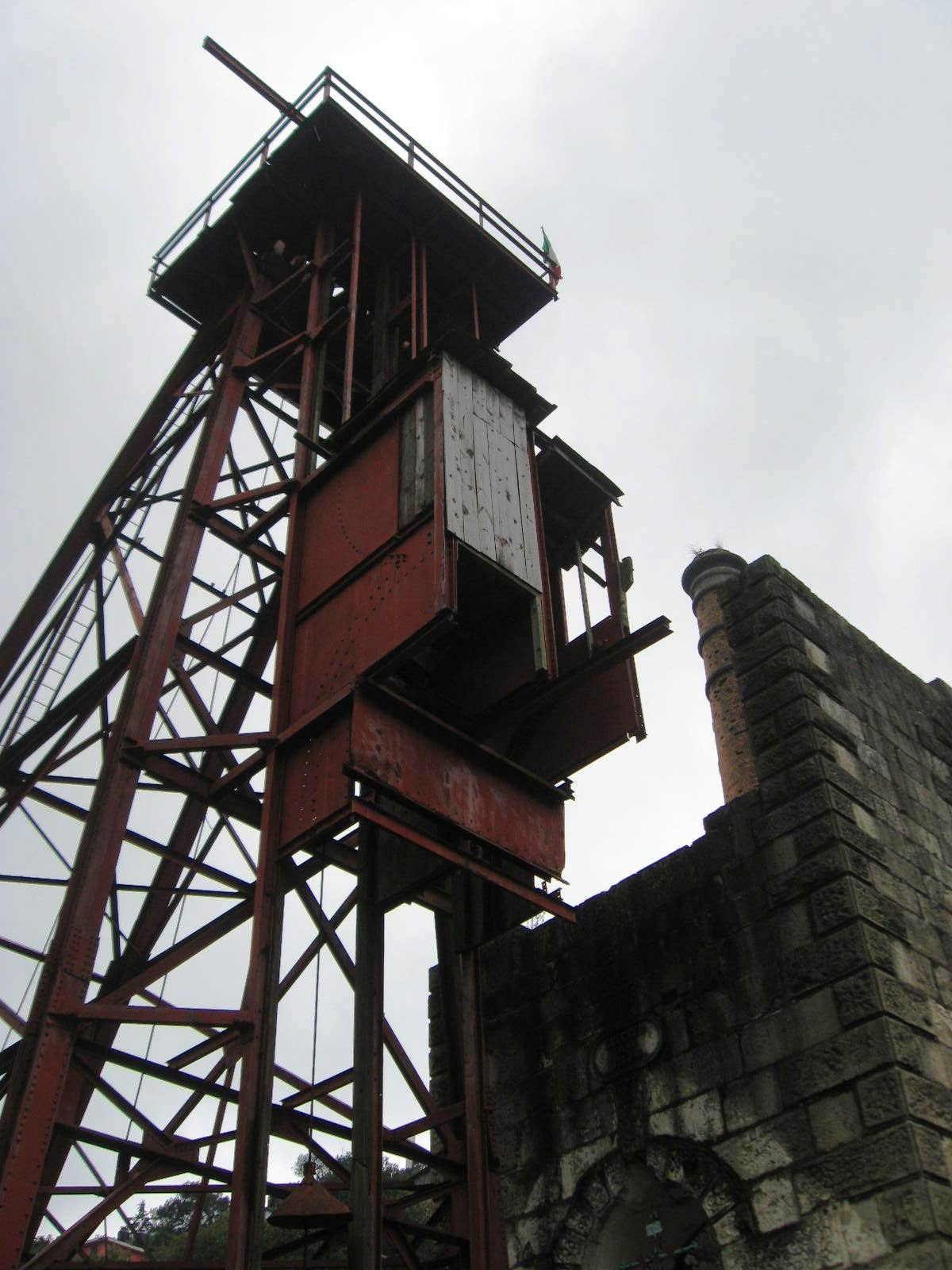
Mina de Acosta, un museo de la minería de la plata en Mineral del Monte, recuerdo de la migración de Cornualles hacia México, a comienzos del.

En 1825 una banda de 60 córnicos abandonaron Falmouth por Mineral del Monte, en México central, con 1 500 toneladas (1 500 toneladas largas; 1 700 toneladas cortas) de maquinaria minera con las que aplicar su habilidad minera y tecnologías para reanimar la minería de la plata México, seriamente dañada tras la Guerra mexicana de Independencia. Después de su viaje por mar intentaron arribar a Veracruz, pero fueron obligados por los españoles a desembarcar en Mocambo, desde donde cruzaron con su maquinaria a través de junglas y ciénagas hasta Santa Fe. Durante este trayecto, los córnicos y sus asistentes mexicanos cayeron víctima de la fiebre amarilla, falleciendo un total de 30 córnicos y 100 mexicanos. La fiebre forzó a los supervivientes a abandonar su equipamiento y dirigirse a las montañas a Xalapa para tratar de escapar de los mosquitos hasta el fin de la estación lluviosa. Una vez finalizada, los mineros de Cornualles y mexicanos continuaron su "Gran Caminata" de 402 km hasta Mineral del Monte, transportando su maquinaria hasta una altitud de 10 000 pies (3 048 m) sobre el nivel de mar y alcanzando su destino el 1 de mayo de 1826. Tras su llegada, la comunidad córnica floreció y permaneció en México central hasta la Revolución mexicana en 1910. Pese a que las comunidades regresaron a Cornualles, dejaron un legado cultural; pasties de Cornualles, museos mineros de Cornualles y una Sociedad Cultural mexicana de Cornualles forman parte del patrimonio local y tradición en Mineral del Monte.

## Cultura

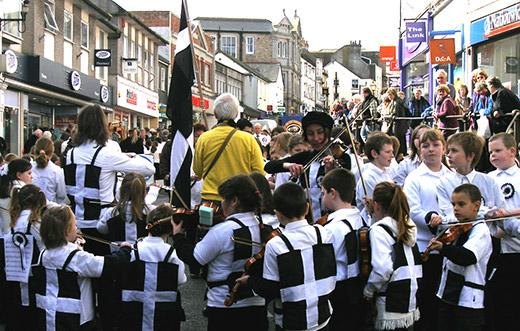
El 5 de marzo se celebra St. Piran, patrón de Cornualles y en fecha se celebra el festival de Cornualles que conmemora la historia y la cultura córnica.

La supervivencia de una cultura córnica distintiva ha sido atribuida al aislamiento geográfico de Cornualles. Contemporáneamente, se entiende que la cultura córnica es distinta de la cultura inglesa, a pesar de su anglificación, y que es en cambio parte de la tradición Celta. Según Paul Robert Magocsi, los activistas córnicos actuales afirman que varias de las invenciones de la era victoriana como el motor de Cornualles, los villancicos, el rugby y las brass bands provienen de la tradición córnica. La tradición cultural de Cornualles está muy asociada con la minería, la principal ocupación histórica del pueblo córnico, un aspecto que ha influido su cocina, símbolos e identidad.
Cornwall tiene su tradición propia de santos cristianos, derivados del cristianismo celta, que ha dado lugar a adoraciones locales. San Piran es un abad cristiano del siglo V, presuntamente de origen irlandés, patrón de los mineros de estaño y de Cornualles. Según la mitología popular, Piran, un estudioso irlandés que estudió en Roma iba a ser ahogado en el Mar irlandés por los Reyes Supremos de Irlanda, pero en cambio flotó a través Perranporth hasta Cornualles para predicar el ministerio de Jesús. La bandera de San Piran Bandera, una cruz blanca centrada en campo negro, fue descrita como "Estandarte de Cornualles" en 1838 y reintroducido durante el renacimiento celta como bandera del condado . El día de St Piran es la fiesta nacional, y el festival de Cornualles se ha convertido en una celebración destacada de la historia y cultura de Cornualles tiene lugar el 5 de marzo.

### Lengua

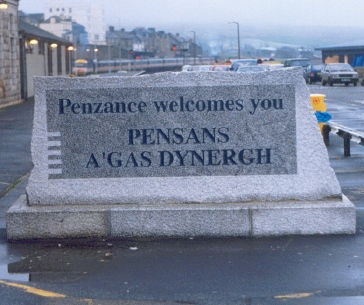
Una señal de bienvenida a Penzance, en las lenguas inglesas y de Cornualles

La lengua córnica pertenece a la rama britónica de las lenguas Celtas Insulares. Está estrechamente relacionado con el Bretón, y, en menor grado, comparte rasgos comunes con el galés, pese a que no son mutuamente inteligibles. La lengua funcionó como lengua común en Cornualles hasta que fue la lengua inglesa sustituyó al córnico a finales del siglo XVIII. La defunción del córnico está atribuida a influencia cultural inglesa, particularmente a la Reforma inglesa y el Acta de Uniformidad 1549 que eliminó todas las lenguas de los oficios eclesiásticos salvo el inglés. La fecha exacta de la muerte del uso del córnico es un tema discutido, pero popularmente se afirma que la última hablante de córnico monolingüe fue Dolly Pentreath, que murió en 1777.
El córnico ha sido recuperado en el último siglo, pero la mayoría de sus hablantes son personas que lo han aprendido de modo privado. Sus hablantes están dispersos, lo que significa que no hay una zona concreta de Cornualles donde se use como lengua comunitaria. Desde 2009, se enseña en cincuenta escuelas primarias. La vida diaria se desarrolla en inglés, aunque con peculiaridades regionales.

### Literatura y folclore
El Cornualles de la Alta Edad Media está vinculado a la Materia de Bretaña, una historia Celta legendaria de guerreros britanos, incluyendo al rey Arturo. Esta materia ha sido reforzada por textos como la Historia Regum Britanniae, un relato pseudohistórico, escrito a mitad del siglo XII por Geoffrey de Monmouth. La Historia Regum Britanniae relata las vidas de los reyes legendarios de los britanos, comenzando con los troyanos fundando la antigua nación britana y continuando hasta que la invasión anglosajona de Gran Bretaña en el siglo VII forzó a los britanos a replegarse en la costa occidental Gales y Cornualles. Aunque se considera una obra de ficción, la obra de Monmouth ha perdurado en la identidad de Cornualles. Su "constructo histórico" describiendo a los britanos como héroes, ha dado empuje al renacimiento celta y ha contribuido a definir el concepto de "cornicidad".
Otra línea del folclore córnico bebe de las historias de piratas y contrabandistas que actuaron en las costas córnicas desde comienzos de la era moderna hasta el siglo XIX. Los piratas de Cornualles aprovecharon sus conocimientos de la costa de Cornualles y sus secretos. Para muchos pueblos pesqueros, el contrabando y la piratería contribuyó a una potente y secreta economía sumergida.
Criaturas legendarias que aparecen en el folclore córnico incluyen buccas, knockers y piskies. Se cree que estas criaturas se desarrollaron como explicaciones sobrenaturales para los frecuentes y mortales derrumbamientos sucedidos en las minas durante el siglo XVIII.

### Actuando y artes visuales

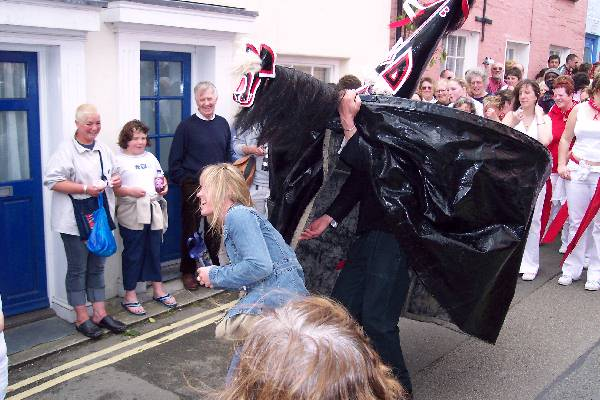
El 'Obby 'Oss festival es un festival de Día de mayo de Cornualles celebrado en Padstow.

Cruces celtas, muchas datando de los siglos VII y XV, pueden encontrarse en Cornualles y han sido utilizadas como inspiración por artistas contemporáneos.  En torno a 1780, John Opie fue el primer pintor córnico en recibir atención a nivel general; su trabajo fue expuesto en la Real Academia y fue descrito por Joshua Reynolds "como Caravaggio y Velázquez en uno". Artistas que apreciaron la calidad de la luz natural, como J. M. W. Turner, empezaron a visitar Cornualles, más frecuentemente después de la inauguración del Great Western Railway, incluyendo Whistler y Sickert. Stanhope Forbes y Frank Bramley fundaron en Cornualles la Newlyn Escuela de pintura en plein aire. Hacia 1920 Bernard Lixivia se estableció en St Ives, donde nació la Escuela St Ives para artistas abstractos, influida por pintores naive como Alfred Wallis, Ben Nicholson, su mujer Barbara Hepworth, Naum Gabo y Patrick Heron.

### Religión
Antiguamente, la religión de los britanos de Cornualles era el politeísmo Celta, una fe pagana, animistica, dirigida por Druidas. Se cree que el cristianismo llegó a Cornualles en el siglo I, pero limitado a visitantes y viajeros individuales, posiblemente incluyendo Prisciliano, un teólogo gallego que puedo estar exiliado en Scilly. El cristianismo celta fue introducido en 520 por Santo Petroc de Glywysing, y otros misioneros galeses, así como por monjes gaélicos y mujeres santas de Irlanda; este "periodo formativo" ha dejado un legado de cruces de granito. En la Edad Media, el catolicismo fue dominante, e incluso en el siglo XVII los córnicos eran "fervientemente católicos", y tardaron en aceptar la Reforma protestante. La adopción del anglicanismo fue, finalmente, casi universal en Corualles y facilitó la anglificación. Las visitas a Cornualles de John Wesley, el aislamiento, y la compatibilidad con la sensibilidad córnica, el metodismo, un movimiento de resurgimiento dentro de la Iglesia de Inglaterra, se convirtió en la forma de cristianismo practicado por la mayoría de la población durante el siglo XIX.

### Cocina

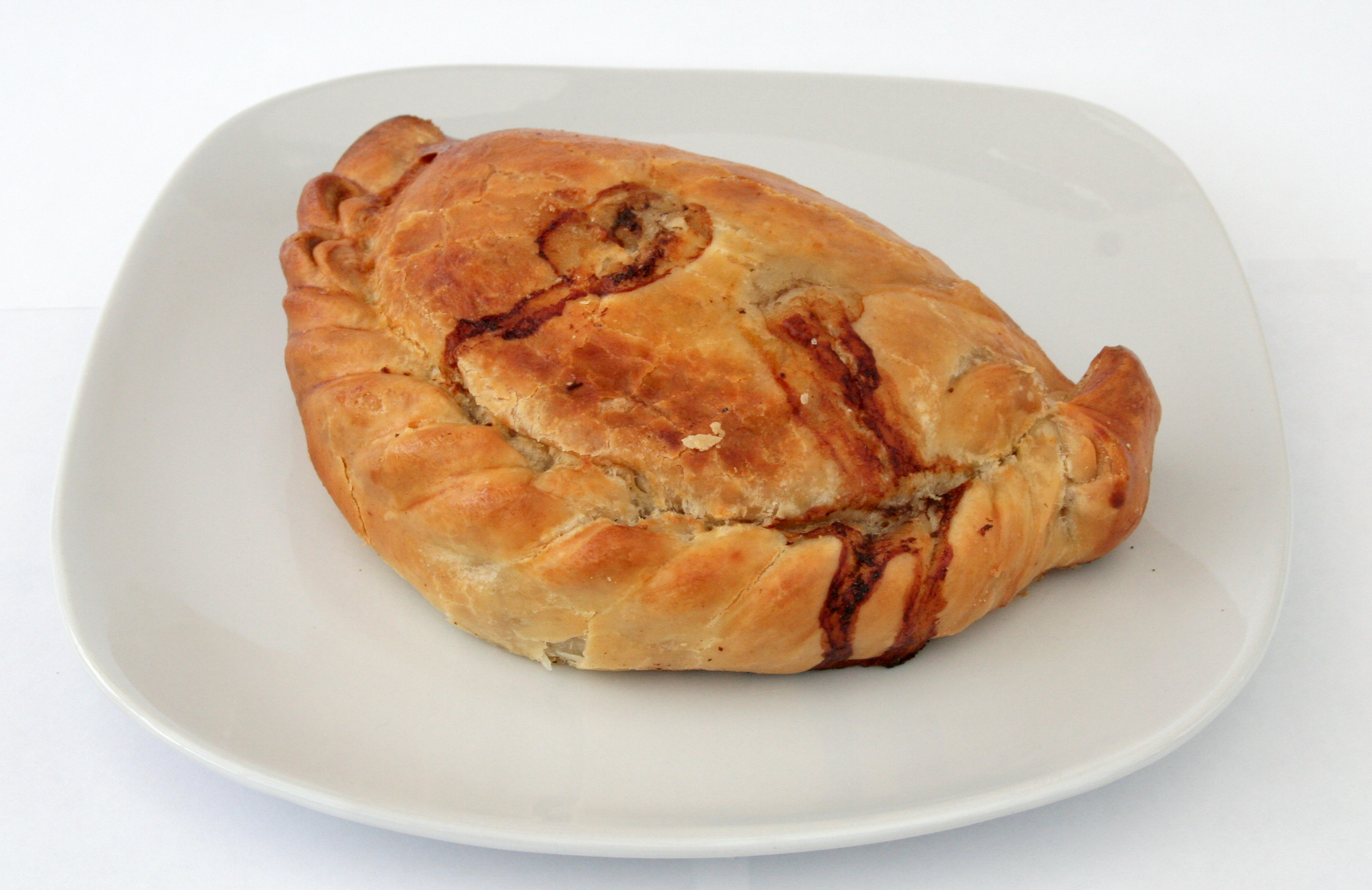
Un pasty córnico

La cocina de Cornualles es una variedad regional de cocina británica, fuertemente arraigada en la tradición de utilizar producto local, que se utiliza para crear platos relativamente sencillos. El plato más destacado de la cocina córnica es el pasty, hecho de ternera troceada, patata, cebolla y nabo, envuelto en masa de pan y cocido.  El pescado constituyó también un elemento importante de la dieta de Cornualles, pero la pesca comercial internacional estaba bien establecida ya en el siglo XVI, y toneladas de sardinas se exportaban desde Cornualles a Francia, Italia y España cada año. El pastel de Stargazy es un plato festivo ocasional de Cornualles, similar a una empanada con sardinas. El Lussekatt es un pan dulce con orígenes en Cornualles.

### Deporte

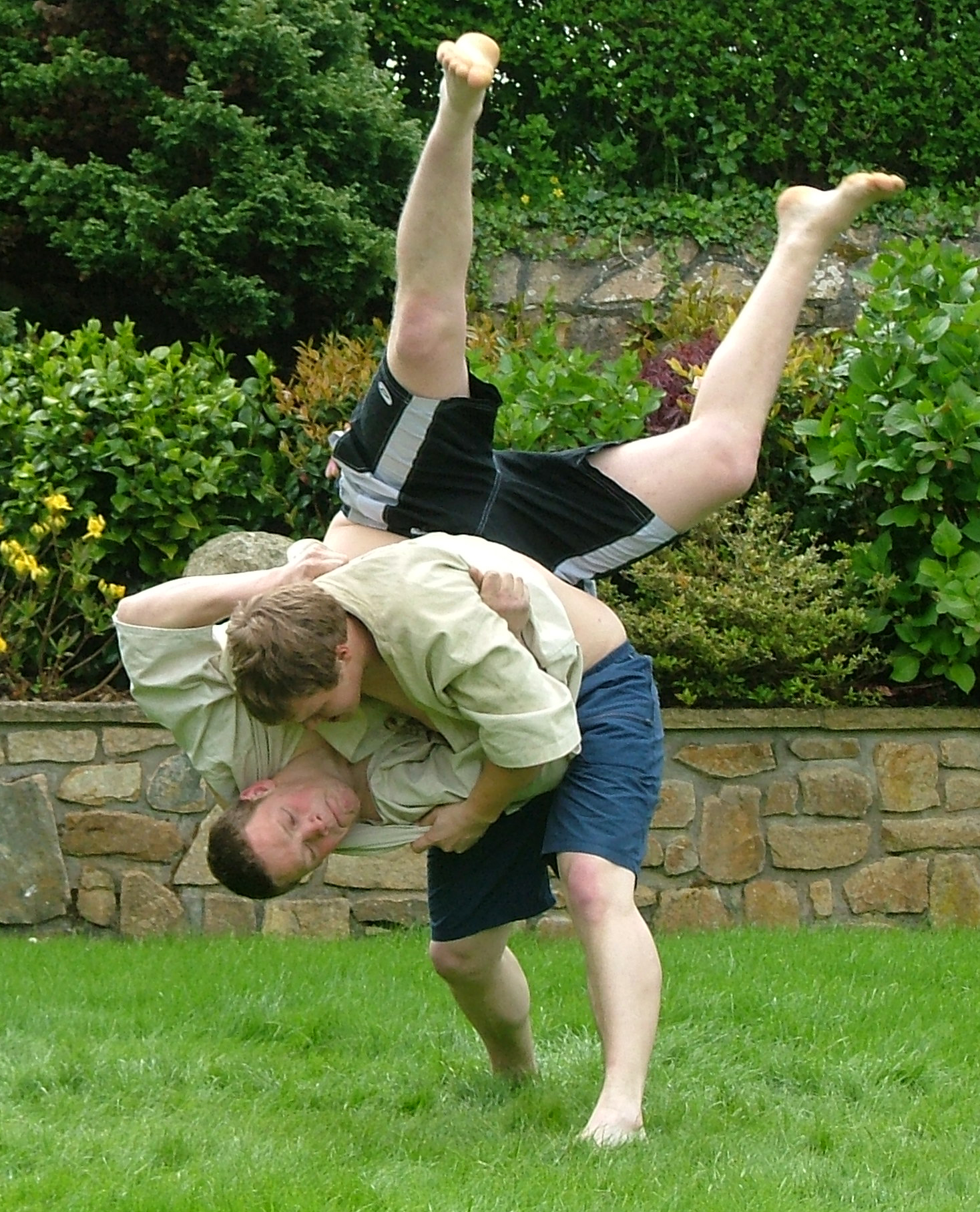
La Lucha de Cornualles es un deporte de contacto, un estilo de arte marcial popular con orígenes en Cornualles.

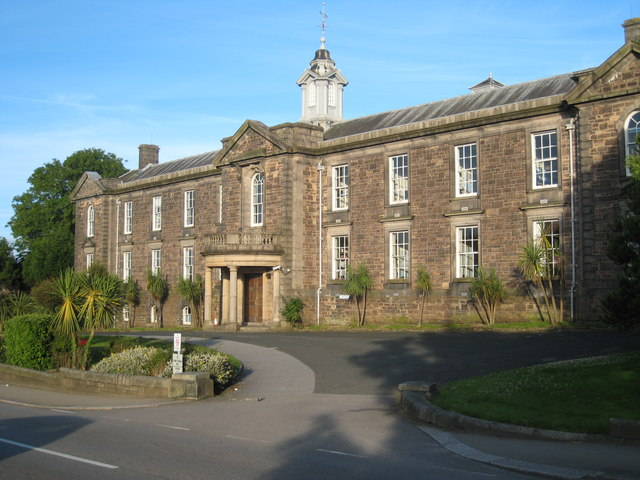
La Antigua Sala de Condado en Truro, sede del Consejo de Cornualles.

Con una población relativamente pequeña y rural, la mayor contribución de Cornualles al deporte del Reino Unido ha sido limitada. No hay ningún equipo afiliado a la Asociación de Fútbol del Condado de Cornualles que juegue en la Liga de Fútbol de Inglaterra y Gales, y el Cornwall County Criquet Club juega en una de las ligas menores. Visto como un "identificador importante de afiliación étnica", el rugby ha emergido como uno de los más populares deportes en Cornualles, con jugadores profesionales considerados como una "fuerza formidable", "naturalmente independiente, tanto en pensamiento como en acciones". En 1985, el periodista deportivo Alan Gibson estableció una conexión directa entre el amor por el rugby en Cornwall y los antiguos juegos parroquiales.

La lucha córnica (también conocida como Wrasslin') es una lucha o arte marcial de agarre. La asociación de lucha córnicase formó en 1923, para estandarizar las reglas del deporte y promoverlo Junto con el hurling de Cornualles (una forma local de fútbol medieval), el Wrasslin' ha sido promovido como un juego Celta, ligado estrechamente con la identidad córnica.

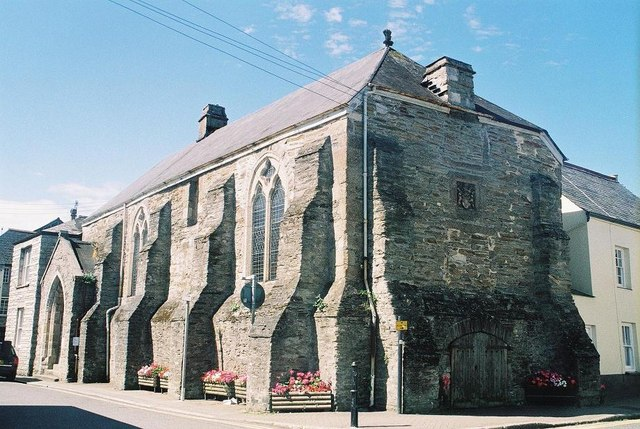
La parte superviviente del Palacio de Ducado anterior en Lostwithiel, sede de los Duques de Cornwall de c.1265 a 1874.